# 男寺党
男寺党（ナムサダン（남사당））は、朝鮮半島の伝統的な旅芸人グループ。

## 組織の特徴
男寺党は数十人のグループで、朝鮮半島各地を旅した。立ち寄った村で、男寺党ノリと総称される農楽や仮面劇、コクトゥカクシノルムという人形劇、曲芸などを披露し、村の発展と人々の健康を祈願し、喜捨を集めて生活をした。名目は寺院の建立や補修の為の勧進であり、寺を中心に活動した為この名称がある。
李氏朝鮮では賤民（非自由民）の中の八般私賤の一つに数えられた。40から50人の男のみで構成された集団で、正妻を持たず独自の社会を構築していた。
男寺党の活動は農漁村が中心に行われた。興業は田植えの時期から晩秋の期間に行われ、冬の期間はもっぱら団員の訓練に充てられた。1ヶ所に留まることができない放浪の旅は過酷であり、食糧の備蓄が尽きた時は春まで離散して越年する場合もあった。
男寺党は男色を集団の絆とした組織であり、昼は芸を見せ、夜は若い座員を貸し出し売春によって収入を得ていた。そのため、男寺党の興業は風紀を乱すとの理由から1ヶ所につき1日限りと決められていた。女性が主構成員の場合には単に寺党、もしくは女寺党（ヨサダン）と称した。寺党は居士と呼ばれる男と寺党と呼ばれる女が一組となった夫婦の集団であり、女に簡単な踊りをさせたり売春をさせて収入を得ていた。
男寺党は、コットゥソェ（꼭두쇠、団長）、ゴルペンイソェ（골뱅이쇠、副団長、企画）、トゥンソェ（뜬쇠、各分野の長）、カヨル（가열、演技者）、ピリ（삐리、見習い。女装をした稚児）、ジョスンペ（저승패、冥土衆、元老）、ドンジムクン（등짐꾼、担ぎ人夫）で構成された。
コットゥソェは合議によって選出され、組織に関する全ての決定権を持った。カヨル以上の階級は男だが、ピリは女装して男に従う役割を担った。ピリの人数は限られていたため争奪戦は激しく、コットゥソェであっても1人のピリしか持てなかった。ピリの補充は貧農からの口減らしや孤児、家出の子供をもらってくる場合が多かったが、時には誘拐も行われた。
後期には少人数の女性も男寺党に加わるようになった。その一人にパウドギ（바우덕이、本名 김암덕 金巖德、1848∼1870）という人物がいる。彼女は朝鮮時代、安城市の貧しい農家に生まれ、4歳のときに男寺党に入り14歳で一座を率いた。19歳で難病に掛かり22歳でその生涯を閉じた。現在安城市にはパウドギ堂と銅像が建てられている。

## 男寺党の芸能
出し物は、プンムル（풍물、風物、農楽）、ポナ（버나、皿回し）、サルパン（살판、曲芸）、オルム（어름、綱渡り）、トッペギ（덧뵈기、仮面劇）、トルミ（덜미、人形劇）の6つである。
- 風物（プンムル・ノリ）とは、四物（サムル）と呼ばれる4つの打楽器を中心に行われる演奏で、農楽ともいう。三韓時代から農耕に関する巫俗儀式の楽曲として伝わったものを演戯用に再構成したものである。興業の最初に行われ、法鼓（ポクク）を打ち鳴らしながらアクロバティックに踊りつつ行進する。最後に三層舞童と呼ばれる櫓を披露する。
- 皿回し（ポナ）は皿やたらいを長い棒やキセルなどを軸に回す芸である。皿回しの演技者とメホシと呼ばれる道化二人が漫談をしつつ皿を回した。また、かつては同時に妖術（オルルン）という芸も披露されたが、廃れてしまい今は見られない。
- 軽業（サルパン）は前転・後転・逆立ちなどの体術を楽士の伴奏とともに披露する芸。演技者とメホシの掛け合いを交えつつ行われる。
- 綱渡り（オルム）は演技者とメホシの掛け合いを交えつつ、綱の上で歌ったり踊ったりと様々な技を披露する。演技を始める前に演技の無事と観客の幸福を祈願する儀式が行われた。
- 朝鮮の仮面劇には複数の流れがあるが、男寺党の仮面劇（トッペギ）の特徴は儀式性・行事性が薄く、1幕4場の洗練された構成となっている。平民目線からの両班と平民の葛藤をテーマにした娯楽的な社会劇が基本となっていた。
- 人形劇（トルミ）は興業の最後に行われた。男寺党の人形劇は韓国で唯一の民俗人形劇と言われる。主人公の妻の名をとって「コクトゥカクシ・ノルム」、または暴れ者の登場人物「洪同知」の名をとって「ホンドンジ・ノルム」とも呼ばれる。2幕7場、40数個の人形が登場し、楽士の一人（サッパジ）と人形が対話する形で進行する。狂言回しの「朴僉知（パクチョムジ）」の視点を通して、支配階級や僧侶、悪妻など抑圧的な存在を笑い者にする内容である。

男寺党の演目には支配階級に対する風刺や批判が多く込められていたため、娯楽の少なかった民衆には楽しみとなったが、当の支配階級からは憎悪の対象となっていた。そのため、公演開催を拒否されることも多かった。また、地元の風物演者にとって、玄人である男寺党の演ずる洗練された風物は大きな刺激となっていた。

## 現在の男寺党
朝鮮時代には多数存在した男寺党は1920年頃まで存続し、現在ではソウルにある伝授会館に保存会として残されている。1964年に大韓民国指定重要無形文化財第3号に指定された。2009年にはユネスコ無形文化遺産にも指定されている。
現在日本においては奈良県において男寺党日本支部が伝統の保存と普及に努めている。
現代韓国の音楽グループサムルノリのリーダー、キム・ドクスも男寺党の元メンバーで、3歳から旅に同行し芸を磨いた経歴を持つ。
2013年、継承者4人のうち唯一の人間文化財（인간문화재、en:Ingan-munhwage）（人間国宝）の人物を含む3人が不正行為により裁判所で有罪判決を受け継承者の指定が解除されたため、継承の危機に陥った。

## 男寺党の芸の例

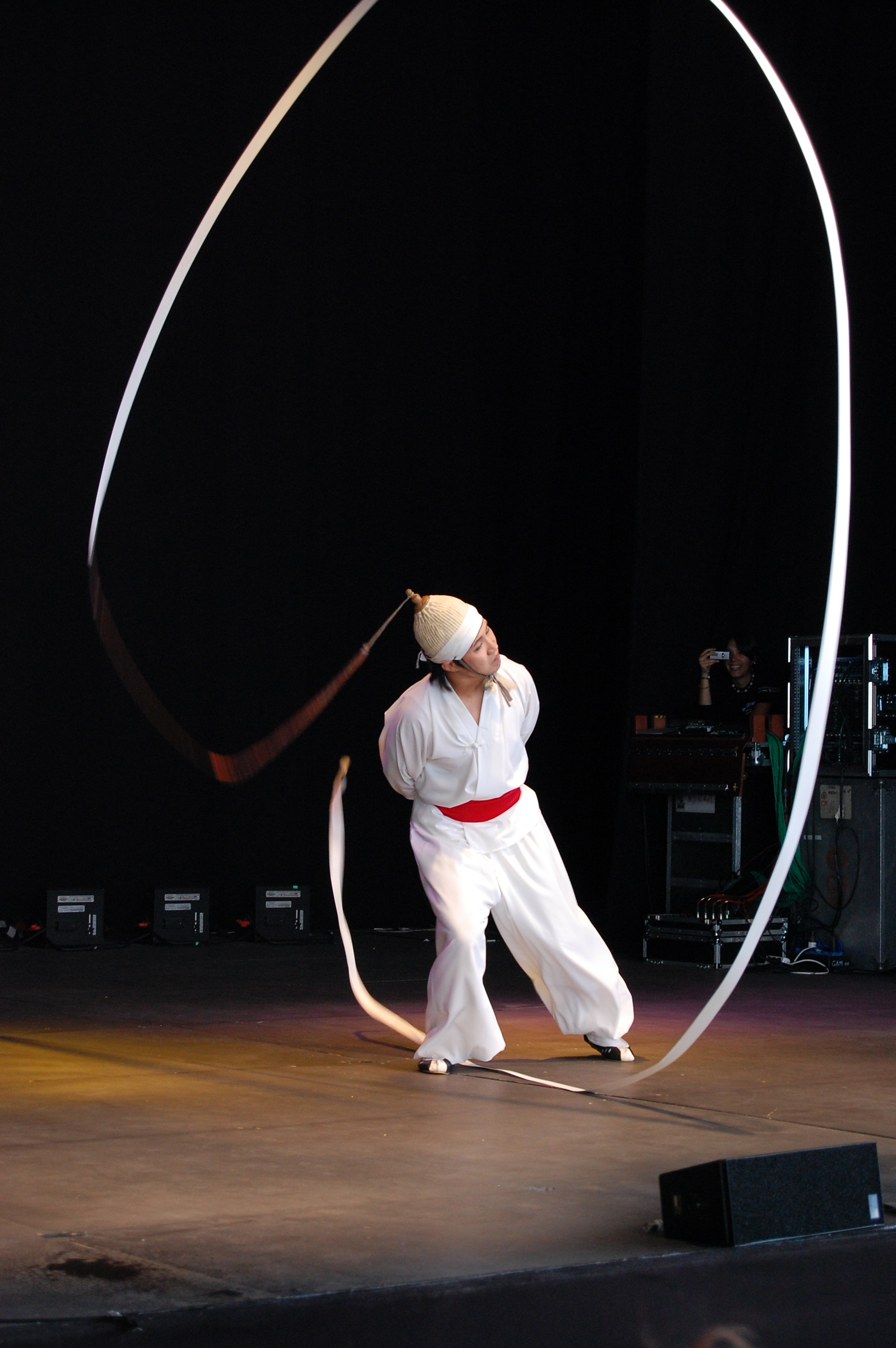
サンモノリ（長い帯をつけた帽子の芸）
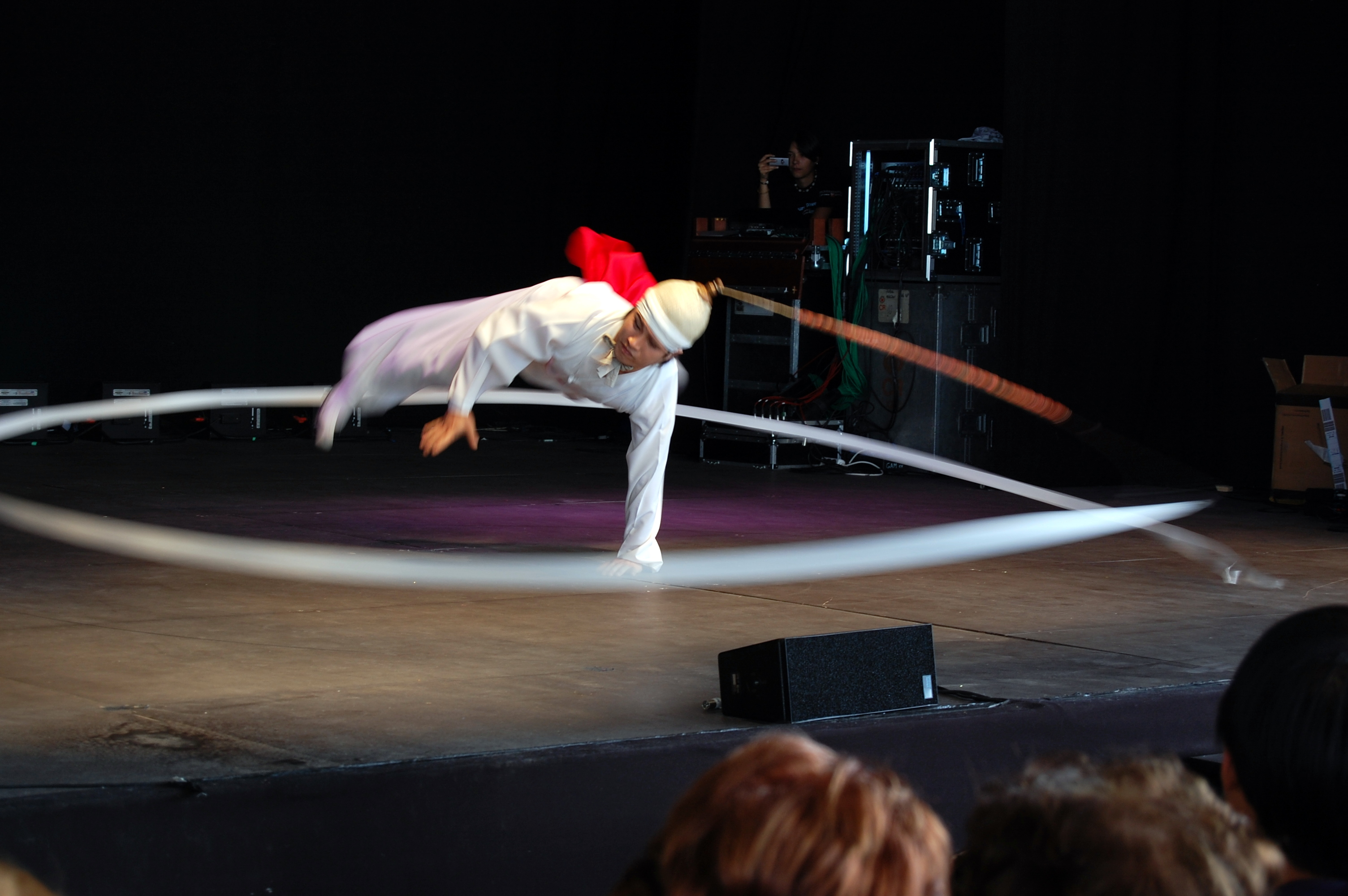
サンモノリ
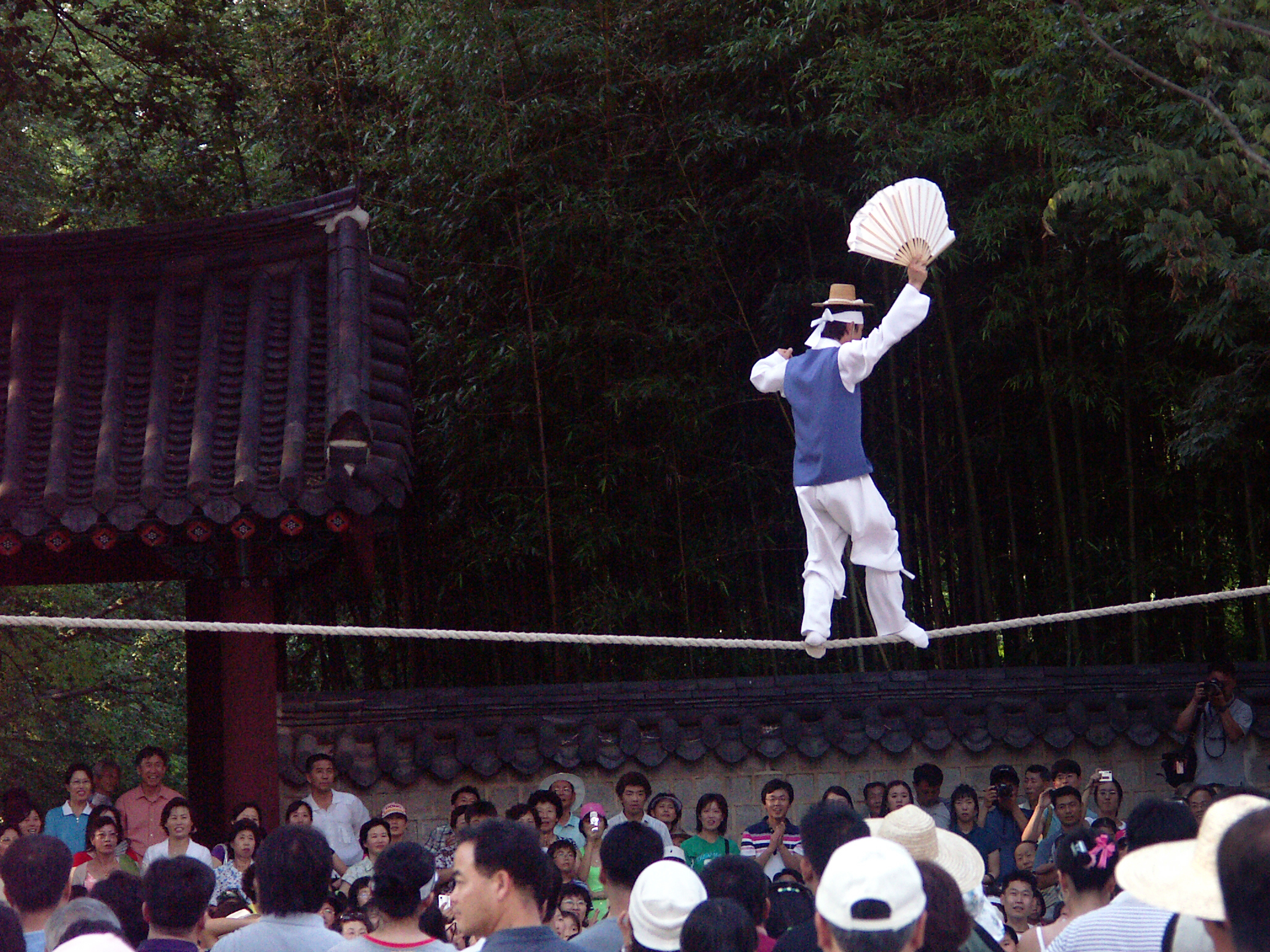
ジュルタギ（朝鮮語版）（舞踊を伴う綱渡り）
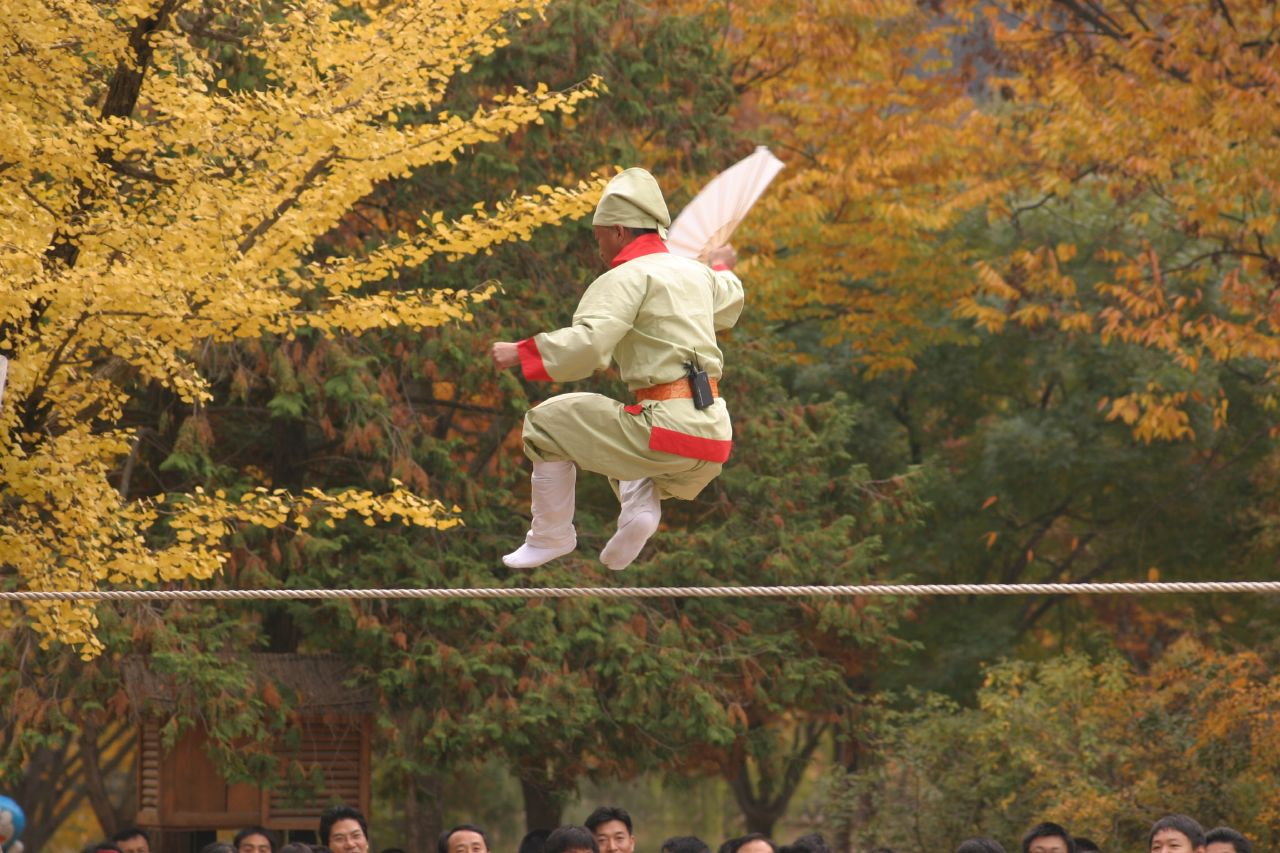
ジュルタギ
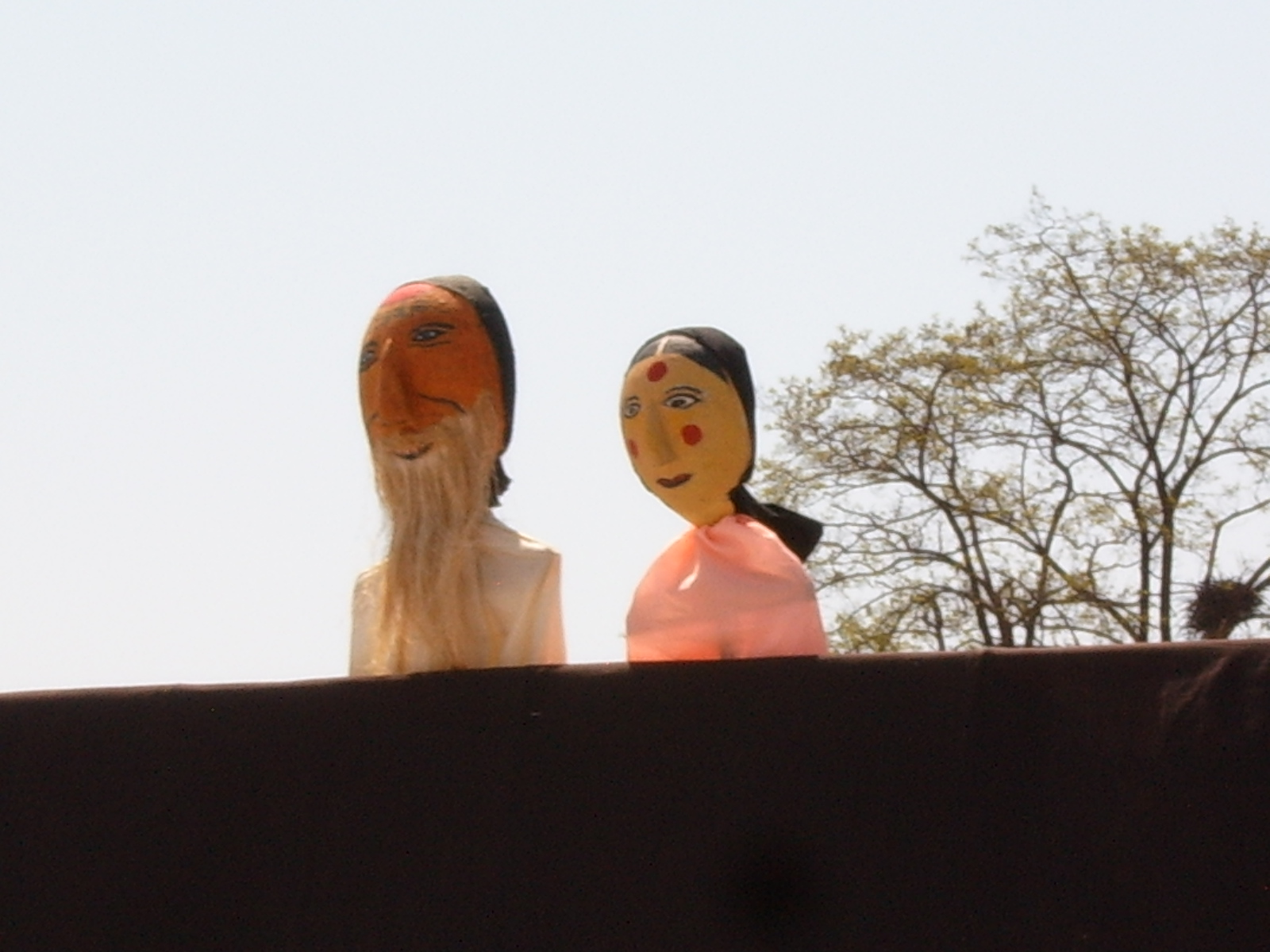
ドルミ（人形劇）
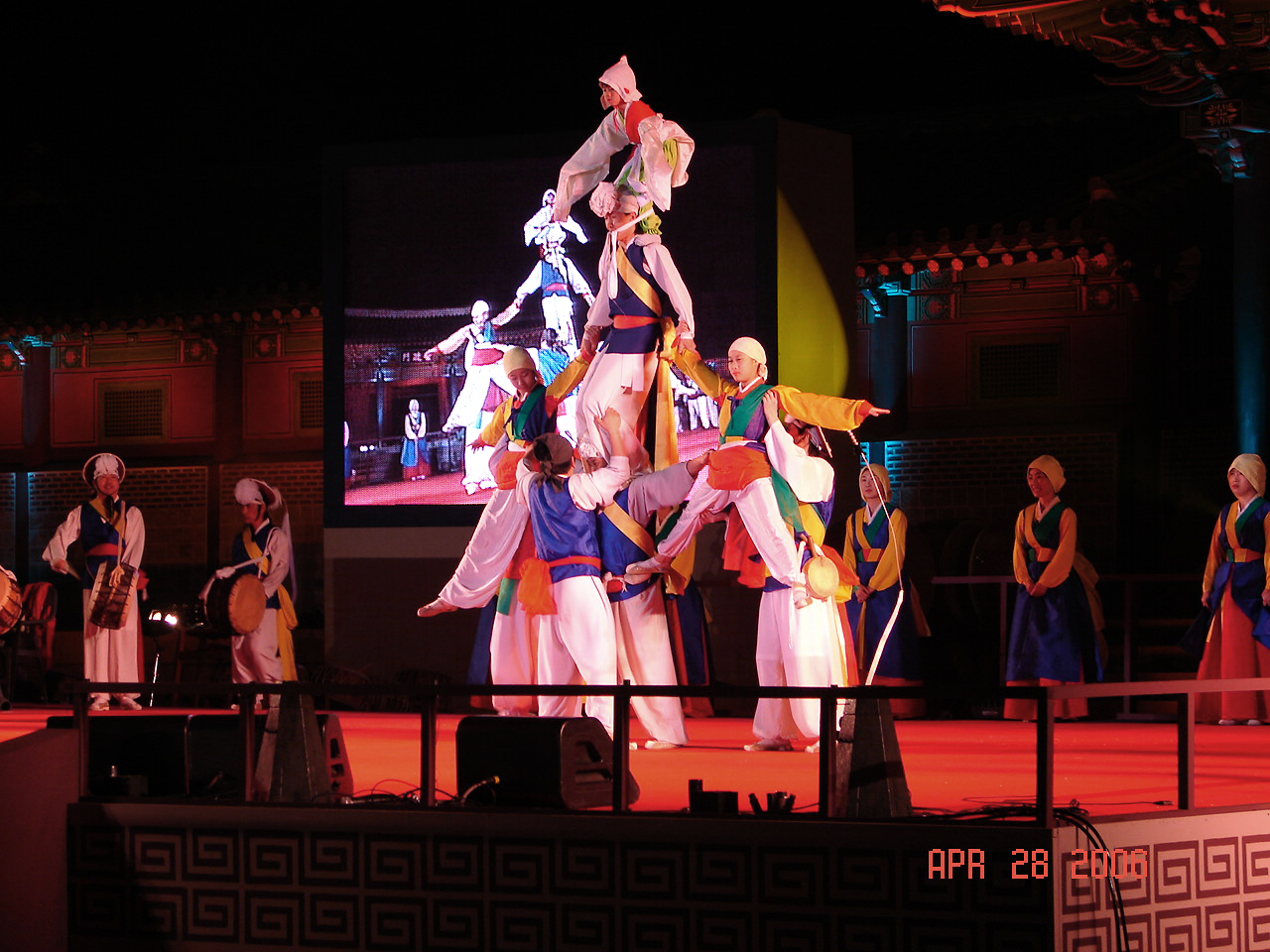
曲芸